# Космос-238
Космос 238 — випробний політ радянського космічного корабля «Союз 7К-ОК». П’ятий безпілотний запуск корабля «Союз» після загибелі «Союза-1».